# NHL 1950/51
Die NHL-Saison 1950/51 war die 34. Spielzeit in der National Hockey League. Sechs Teams spielten jeweils 70 Spiele. Den Stanley Cup gewannen die Toronto Maple Leafs nach einem 4:1-Erfolg in der Finalserie gegen die Montréal Canadiens zum fünften Mal in sieben Jahren. Das entscheidende Tor im letzten Finalspiel in Overtime erzielte Bill Barilko. Das Foto des hechtenden Barilko ist sicherlich das bekannteste Bild aus der Zeit der Original Six und auch eines der letzten von ihm. Er kehrte von einem Ausflug zum Fischen nicht zurück. Seine Leiche wurde erst 1962 gefunden, im selben Jahr, in dem die Leafs ihren nächsten Cup gewannen. Gordie Howe kehrte nach einer schweren Kopfverletzung, vorübergehend mit Helm, in die NHL zurück. Nach einer schweren Gehirnerschütterung waren seine Kopfschmerzen gewichen, seinen Gegenspielern bereitet er aber solche. Nach 22 Jahren war er der erste, der die Rangliste bei Toren (43), Assists (43) und Punkten (86) anführt.

## Reguläre Saison

### Abschlusstabelle
Abkürzungen: W = Siege, L = Niederlagen, T = Unentschieden, GF= Erzielte Tore, GA = Gegentore, Pts = Punkte
|                     | W  | L  | T  | GF  | GA  | Pts |
| ------------------- | -- | -- | -- | --- | --- | --- |
| Detroit Red Wings   | 44 | 13 | 13 | 236 | 139 | 101 |
| Toronto Maple Leafs | 41 | 16 | 13 | 212 | 138 | 95  |
| Montréal Canadiens  | 25 | 30 | 15 | 173 | 184 | 65  |
| Boston Bruins       | 22 | 30 | 18 | 178 | 197 | 62  |
| New York Rangers    | 20 | 29 | 21 | 169 | 201 | 61  |
| Chicago Blackhawks  | 13 | 47 | 10 | 171 | 280 | 36  |

### Beste Scorer
Abkürzungen: GP = Spiele, G = Tore, A = Assists, Pts = Punkte
| Spieler          | Team     | GP | G  | A  | Pts |
| ---------------- | -------- | -- | -- | -- | --- |
| Gordie Howe      | Detroit  | 70 | 43 | 43 | 86  |
| Maurice Richard  | Montreal | 65 | 42 | 26 | 66  |
| Max Bentley      | Toronto  | 67 | 21 | 41 | 62  |
| Sid Abel         | Detroit  | 69 | 23 | 38 | 61  |
| Milt Schmidt     | Boston   | 62 | 22 | 39 | 61  |
| Theodore Kennedy | Toronto  | 63 | 18 | 43 | 61  |
| Ted Lindsay      | Detroit  | 67 | 24 | 35 | 59  |
| Tod Sloan        | Toronto  | 70 | 31 | 25 | 56  |
| Red Kelly        | Detroit  | 70 | 17 | 37 | 54  |
| Sid Smith        | Toronto  | 70 | 30 | 21 | 51  |

## Stanley-Cup-Playoffs
|  | Halbfinale | Halbfinale            | Halbfinale |  |  | Stanley-Cup-Finale | Stanley-Cup-Finale    | Stanley-Cup-Finale |
|  |            |                       |            |  |  |                    |                       |                    |
|  |            |                       |            |  |  |                    |                       |                    |
|  | 1          | Detroit Red Wings     | 2          |  |  |                    |                       |                    |
|  | 3          | Canadiens de Montréal | 4          |  |  |                    |                       |                    |
|  |            |                       |            |  |  | 3                  | Canadiens de Montréal | 1                  |
|  |            |                       |            |  |  | 2                  | Toronto Maple Leafs   | 4                  |
|  | 2          | Toronto Maple Leafs   | 4          |  |  |                    |                       |                    |
|  | 4          | Boston Bruins         | 1          |  |  |                    |                       |                    |
|  |            |                       |            |  |  |                    |                       |                    |

## NHL-Auszeichnungen
| Art Ross Trophy:           | Gordie Howe, Detroit Red Wings   |
| Calder Memorial Trophy:    | Terry Sawchuk, Detroit Red Wings |
| Hart Memorial Trophy:      | Milt Schmidt, Boston Bruins      |
| Lady Byng Memorial Trophy: | Red Kelly, Detroit Red Wings     |
| Vezina Trophy:             | Al Rollins, Toronto Maple Leafs  |